# Остерфельд
Остерфельд (нім. Osterfeld) — місто в Німеччині, розташоване в землі Саксонія-Ангальт. Входить до складу району Бургенланд. Складова частина об'єднання громад Ветауталь.
Площа — 27,61 км2. Населення становить 2407 ос. (станом на 31 грудня 2021).

## Галерея

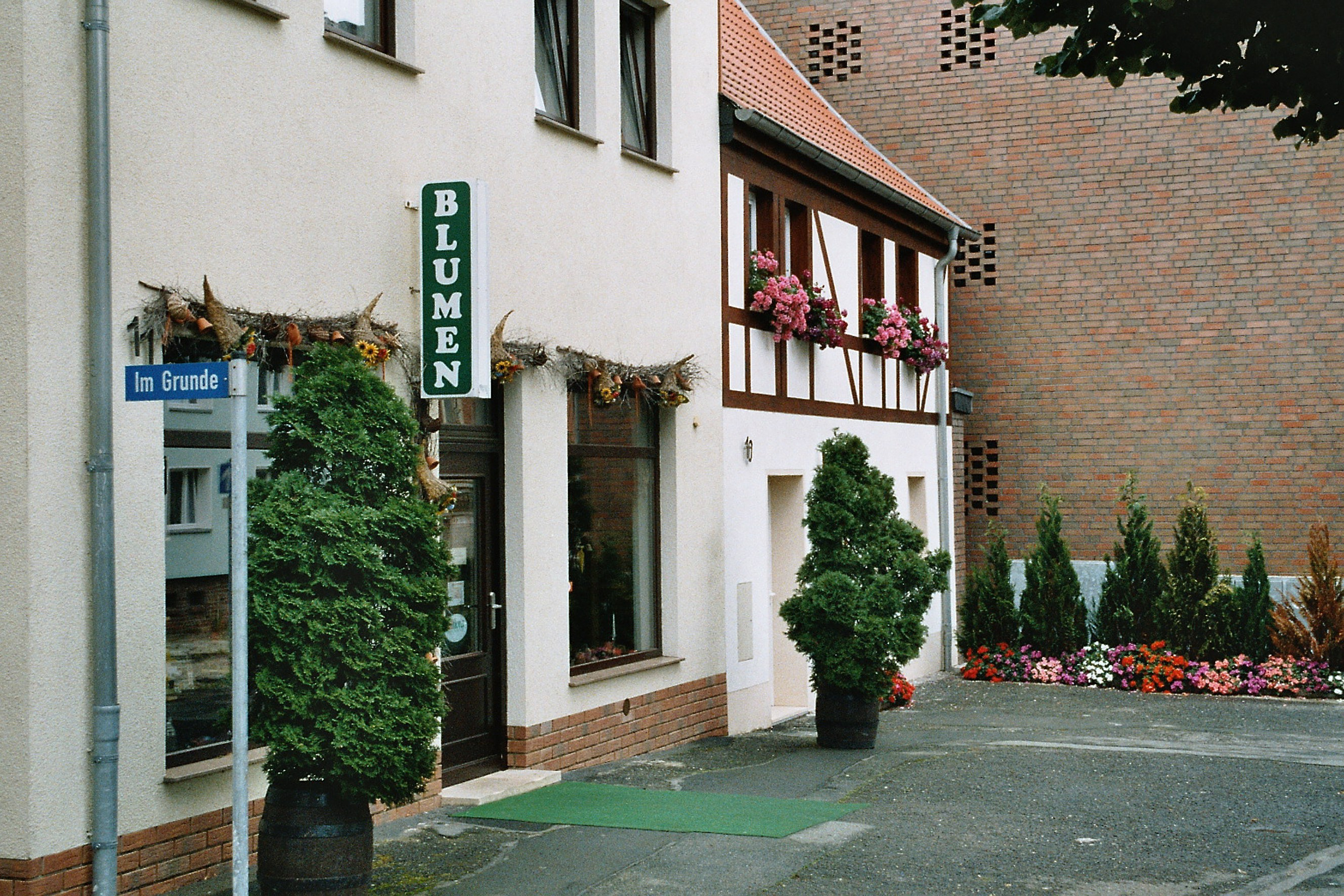
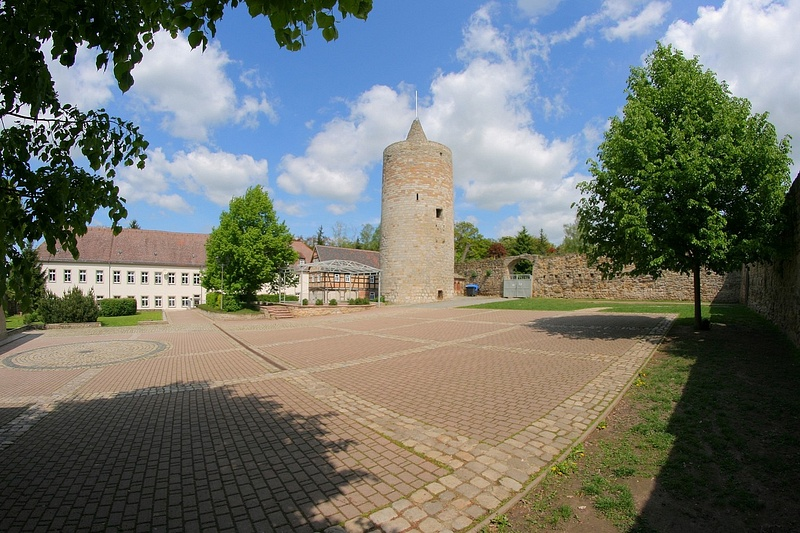
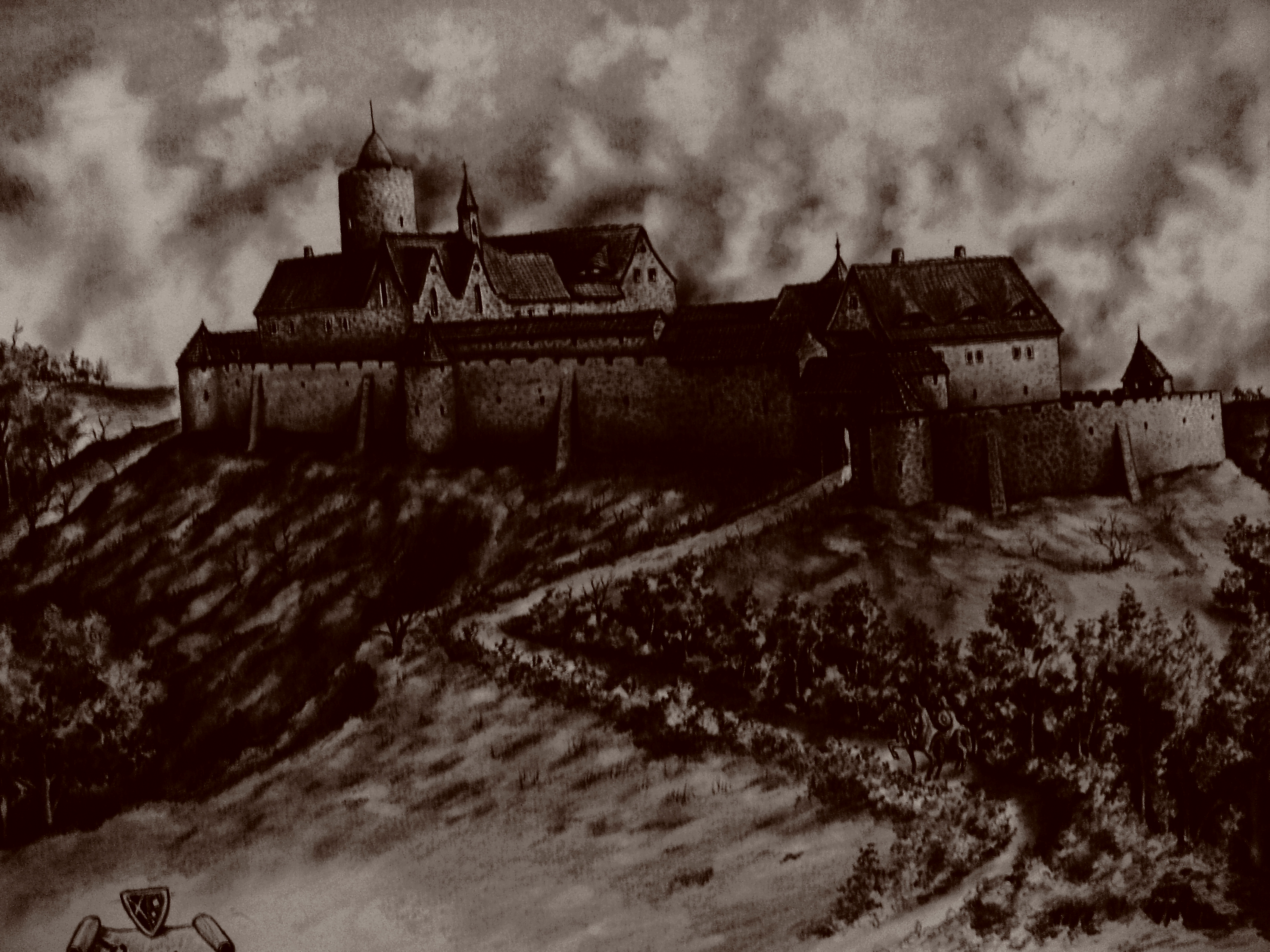
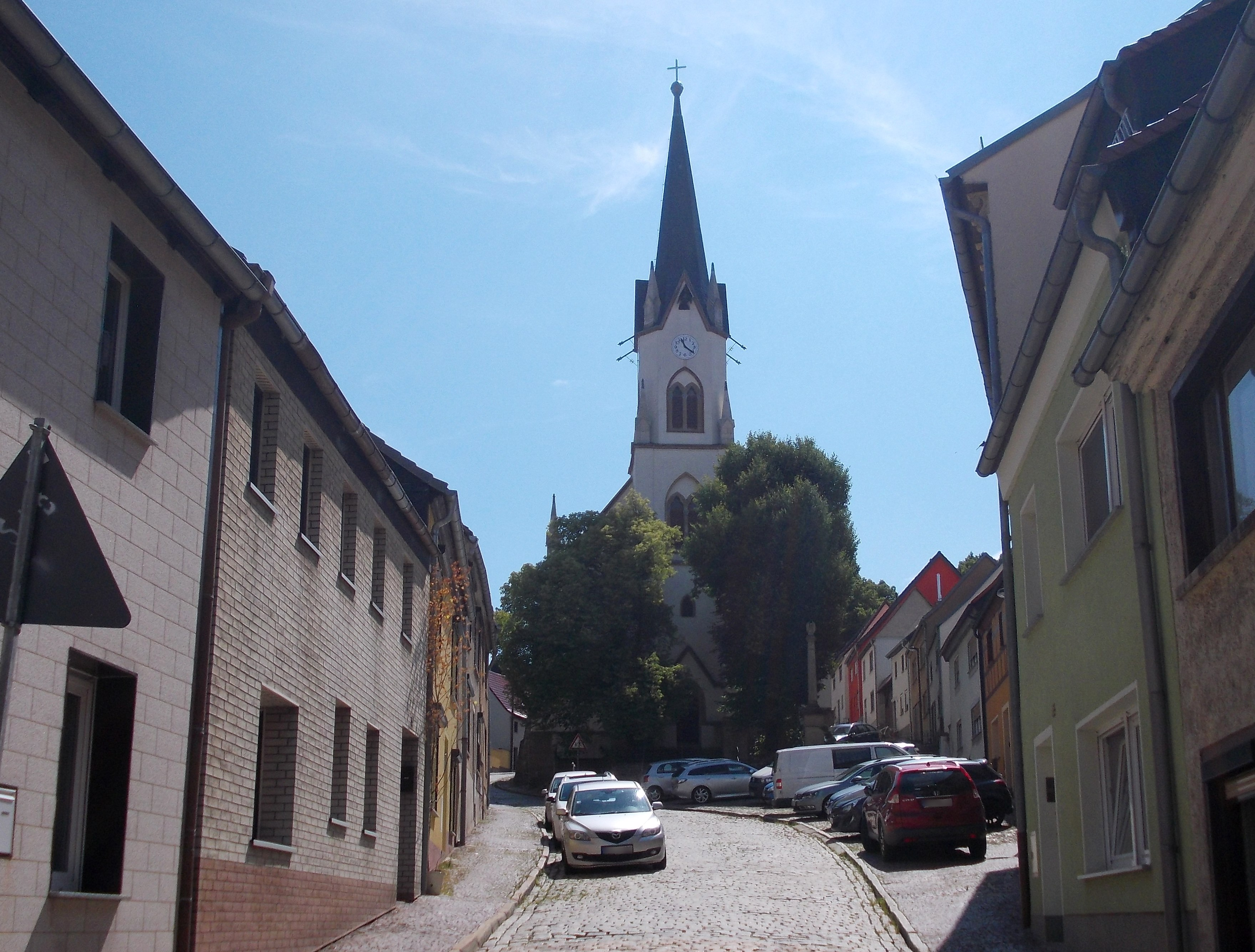
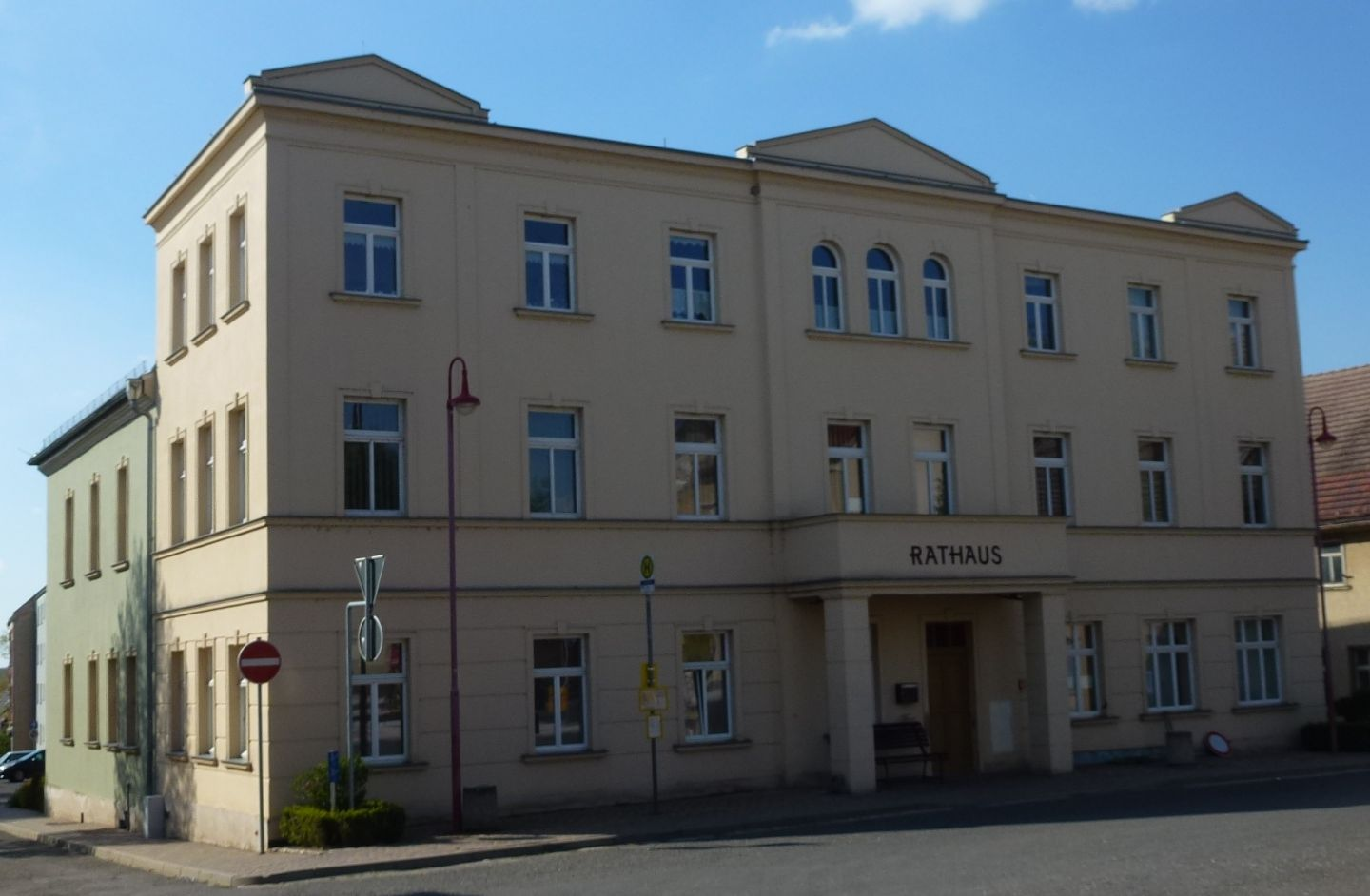
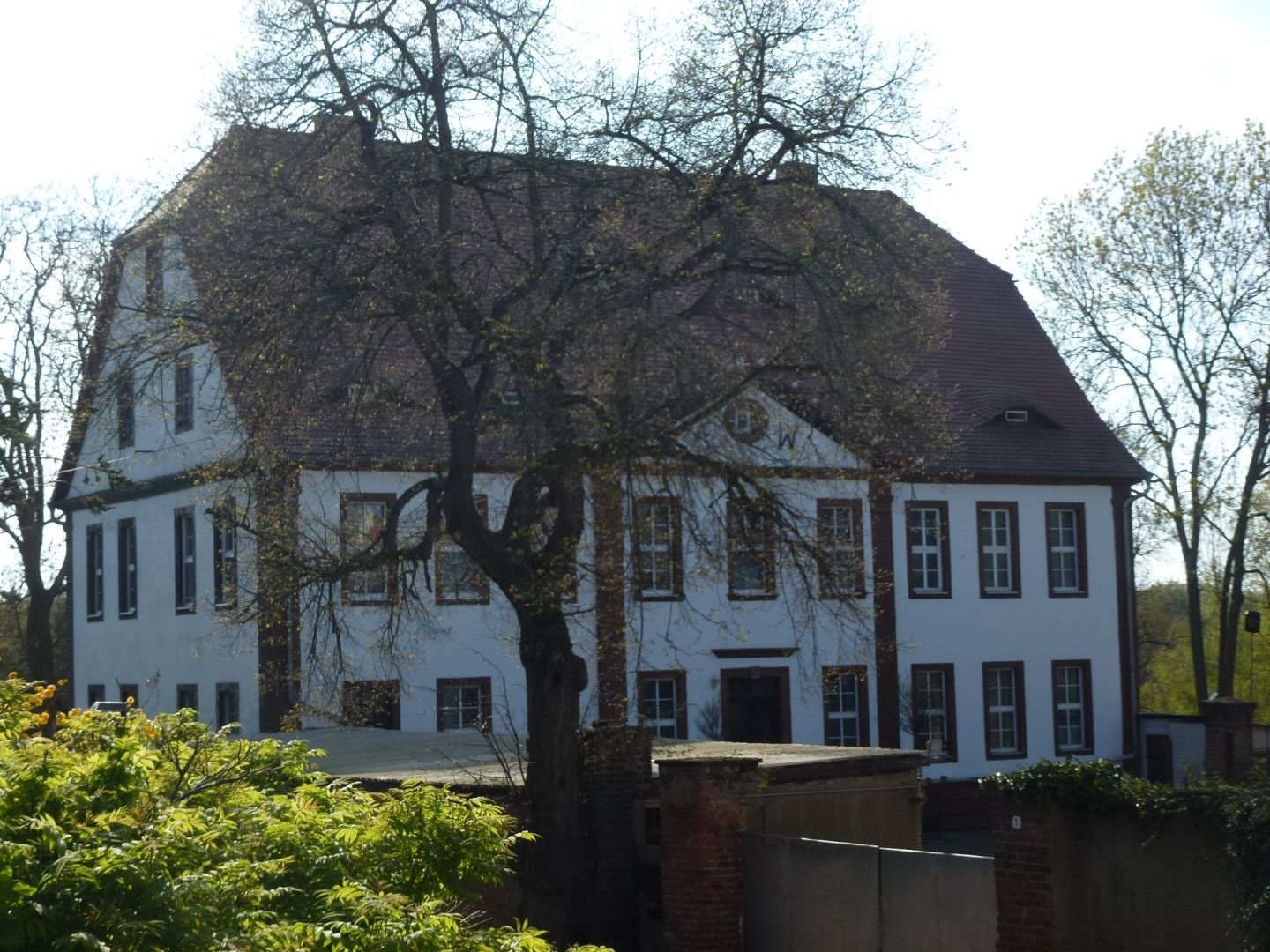